# Добруджански земеделски институт
Добруджанският земеделски институт в град Генерал Тошево е научен-изследователски институт с държавно финансиране, звено на Селскостопанската академия за исзледвания и разработки в областта на земеделието.

## История

### Преди 1944 г.
Селскостопанските научни изследвания в Североизточна България започват през 1940 г. в град Добрич със създаването на земеделска опитна станция.

### 1944 – 1989 г.
След 1944 г. опитната станция се разраства и се преименува на Земеделски изпитателен институт.
През септември 1951 г. с постановление на Министерския съвет № 236 от 8 март същата година („За развитие на селското стопанство, водоснабдяването и електрификацията на Добруджа“) институтът е реорганизиран в Добруджански селскостопански научноизследователски институт и изнесен на ново място – в бившето ДЗС в село Петлешково, община Генерал Тошево.
Първоначално там работят едва 6 специалисти. Експерименталната работа е разпределена в 5 основни секции: Земеделие, Растениевъдство, Агролесомелиорации, Животновъдство, Механизация на селското стопанство. Разгръща се широка научноизследователска дейност с цел да се даде отговор на редица неясни въпроси от агротехниката на отглежданите в района култури.
От 1962 г. Добруджанският институт се специализира в селекция и технология на отглеждане на пшеница и слънчоглед и през 1963 г. приема името Институт по пшеницата и слънчогледа „Добруджа“, като се реорганизира в 3 основни секции – Селекция на пшеница, Селекция на слънчоглед и Технологии на полските култури. Експерименталната работа се провежда в няколко десетки сеитбообращения с обща площ от около 7000 дка. Развиват се двата основни сектора в производството – растениевъдство и животновъдство. През 1976 г. се открива Лабораторният комплекс в гр. Толбухин и до 1981 г. се оборудва с модерни вегетационни съоръжения. През 1978 г. се създава секцията Селекция на бобови култури.

### След 1989 г.
От началото на 2001 г. след структурна реформа в селското стопанство на страната ИПС „Добруджа“ приема името Добруджански земеделски институт, като се създават 2 основни сектора – „Наука“ и „Производство“. Дейността на сектор „Наука“ е разпределена в 4 основни секции: Селекция на зърнено-житни култури, Селекция на слънчоглед, Селекция на бобови култури и Агротехника. Към тези секции функционират няколко специализирани лаборатории – по биотехнологии, физиология на растенията, фитопатология, биохимия на растенията, качество на зърното и семената, агрофизика и агрохимия. В сектор „Производство“ се работи в 2 основни направления: растениевъдство и животновъдство.

## Постижения
Институтът е създател и оригинатор на:
- основните сортове зърнено-житни култури – есенници, отглеждани в България – пшеница, ечемик, тритикале;
- сортове зърнено-бобови култури – фасул, леща, нахут, грах, бурчак и секирче;
- сортове и хибриди слънчоглед;
- официално приетите технологии за отглеждане на тези култури в страната.

## Директори
| Период    | Директор              |
| --------- | --------------------- |
| 1941-1944 | Хр. Добрев            |
| 1944-1945 | В. Георгиев           |
| 1945-1947 | Г. Стоянов            |
| 1947-1949 | Т. Шарков             |
| 1949-1952 | Д. Илков              |
| 1953-1961 | Иван Гърбучев         |
| 1961-1962 | и. д. Стоян Златанов  |
| 1962-1963 | Кирил Еников          |
| 1963-?    | Борис Симеонов        |
| 1974-1980 | Тодор Рачински        |
| 1980-1990 | Александър Караиванов |
| 1993-2001 | Петър Иванов          |